# Fairey Gordon
Le Fairey Gordon est un avion militaire de l'entre-deux-guerres construit par l'entreprise britannique Fairey.

## Variantes
- Fairey IIIF Mk V : Prototype.
- Fairey Gordon Mk I : Bombardier de jour biplace et d'utilisation générale.
- Fairey Gordon Mk II : Version d'entraînement biplace.

## Opérateurs
Brésil
Le Brésil a acheté 20 Gordon, comprenant 15 avions version terrestres et cinq hydravions.
- Force aérienne brésilienne
- Aviation navale brésilienne

 République de Chine
 Égypte
- Armée de l'air égyptienne

 Nouvelle-Zélande
- Royal New Zealand Air Force

 Royaume-Uni
- Royal Air Force[2]
  - No. 6 Squadron RAF (en)
  - No. 14 Squadron RAF (en)
  - No. 29 Squadron RAF (en)
  - No. 35 Squadron RAF (en)
  - No. 40 Squadron RAF
  - No. 45 Squadron RAF (en)
  - No. 47 Squadron RAF (en)
  - No. 207 Squadron RAF (en)
  - No. 223 Squadron RAF (en)